# 冯建华 (1927年)
冯建华（1927年11月—2022年2月24日），男，河南林县人，中国政治人物。安徽省人民检察院原检察长。

## 生平
1945年加入中国共产党，历任安徽省舒六县晓天区副区长，三石寺区委书记，中共舒城县委办公室主任，梅河区委书记。1951年后，历任中共六安地委办公室副主任，金寨县委第一书记，中共六安地委副书记，六安地区行署专员，阜阳地区行署专员，中共安庆地委书记。1984年12月至1992年12月任安徽省人民检察院检察长。
2022年2月24日在合肥逝世。